# REGN-COV2

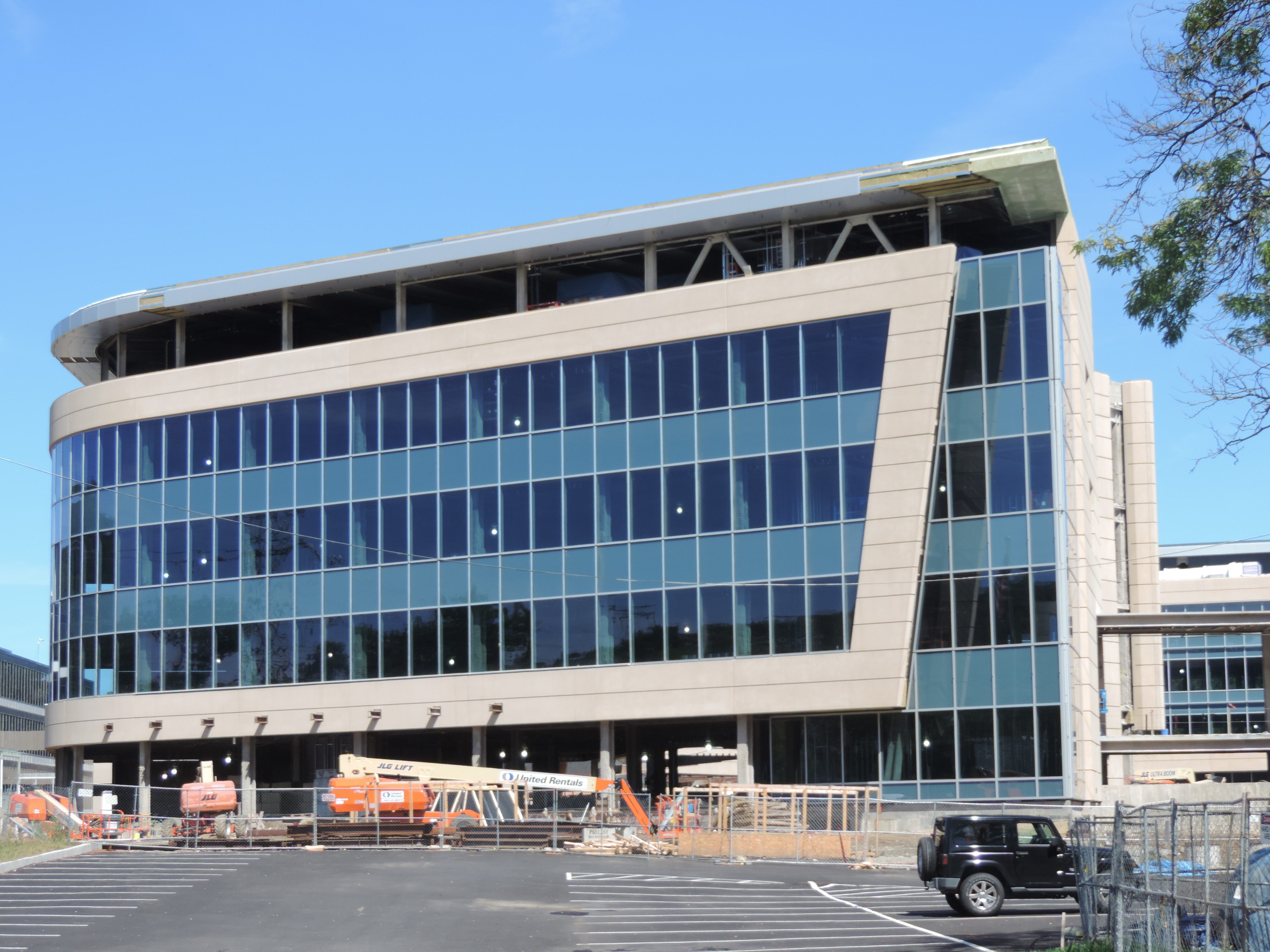
Prédio da Regeneron Pharmaceuticals

Casirivimab/imdevimab (REGN-COV2) é um medicamento experimental desenvolvido pela empresa americana de biotecnologia Regeneron Pharmaceuticals. É um "coquetel de anticorpos" artificial concebido para produzir resistência aos coronavírus SARS-CoV-2 responsáveis pela pandemia de COVID-19. Consiste em uma mistura de dois anticorpos monoclonais, REGN10933 e REGN10987. A combinação de vários anticorpos tem como objetivo prevenir mutações.
Desde setembro de 2020, o REGN-COV2 está sendo avaliada como parte do RECOVERY Trial.
A Regeneron tem um acordo em vigor com a Hoffmann-La Roche para fabricar e comercializar REGN-COV2 fora dos Estados Unidos.
A Regeneron Pharmaceuticals forneceu "uma dose única de 8 gramas de REGN-COV2" em resposta a um pedido de "uso compassivo" feito pelos médicos do presidente depois que Donald Trump testou positivo para COVID-19.